# Johann Friedrich Bellermann
Pour les articles homonymes, voir Bellermann.
Johann Friedrich Bellermann (né le 8 mars 1795 à Erfurt et mort le 5 février 1874 à Berlin) est un érudit classique prussien, historien de la musique et professeur ainsi que docteur en théologie et philosophie.

## Biographie
Bellermann est le fils du théologien Johann Joachim Bellermann, qui est directeur du lycée et professeur de langues orientales à l'université d'Erfurt, et de son épouse Christine Dorothea Juliane (née Schorch, 1769-1857). Il est d'abord instruit par CB Ritschel dans les éléments de la science et de la musique (chant, jeu et théorie). Lorsque son père est nommé directeur du lycée berlinois du monastère franciscain en 1804, il s'installe à Berlin avec sa femme et ses trois enfants. Les frères et sœurs de Bellermann sont le théologien Christian Friedrich Bellermann (de), un jeune frère et sœur Friederike (1805–1885). Il devient étudiant au lycée berlinois du monastère franciscain.
Avec le déclenchement de la campagne d'Allemagne, 193 étudiants du monastère gris se joignent au « combat pour la liberté de la patrie », dont Bellermann. Il rejoint le corps franc Lützow comme chasseur volontaire en 1813 et sert en 1815 aux côtés de son ami Gottfried Emil Fischer (1791-1841), fils du mathématicien Ernst Gottfried Fischer, dans le corps d'artillerie prussien d'York. Entre-temps, après la première paix de Paris, il retourne au lycée et entreprend des études à l'université en 1814. Après son service militaire, il étudie la philologie et la théologie à Berlin et Iéna jusqu'en 1819 et, après avoir réussi son examen de professeur, est admis au Séminaire pédagogique royal d'August Boeckh. En tant que membre de ce séminaire, Bellermann enseigne au lycée berlinois du monastère franciscain à partir de 1819, y est employé comme professeur adjoint, y devient professeur principal en 1821 et devient professeur en 1823. Le 11 mai 1847, il est nommé directeur du lycée, après avoir été adjoint pendant la maladie de son prédécesseur August Ferdinand Ribbeck (de). Avec une thèse à la faculté de théologie de l'Université d'Iéna, il devient docteur en théologie. En 1867, il demande à être démis de ses fonctions et prend sa retraite après près d'un demi-siècle de service à l'école. En souvenir, un buste en marbre de lui a été installé dans le lycée. En tant que professeur, il a enseigné la langue grecque, la religion et la musique.
De 1861 à 1869, il est membre du conseil d'administration de l'Académie de chant de Berlin. L'un de ses principaux domaines d'intérêt est l'étude de la langue grecque ancienne et de l'art musical. En 1832, il prononce un discours sur la vie et l'œuvre du margrave George le Pieux de Brandebourg.
La tombe de Bellermann se trouve au cimetière Sainte-Marie et Saint-Nicolas I dans le quartier berlinois de Prenzlauer Berg. Ses fils sont Heinrich (1832-1903), Ludwig (de) (1836-1915) et Gustav Bellermann (de) (1838-1918).

## Publications (sélection)
- De versibus nonnullis Tibulli. Iéna 1819 (Dissertation).
- Anfangsgründe der griechischen Sprache, mit Beispielen zum Lesen und Uebersetzen, erster Cursus. Berlin 1824.
- Die Hymnen des Dionysios und Mesomedes. Berlin 1840 (deren Text und Melodien er nach Handschriften und alten Ausgaben herstellte).
- Anonymi scriptio de musica et Bacchii senioris introductio artis musicae Berlin 1841 (zum ersten Mal herausgegeben und erläutert).
- Die Tonleitern und Musiknoten der Griechen. Albert Förstner, Berlin 1847 (disponible sur Internet Archive).
- Griechische Schulgrammatik 4. Auflage, Leipzig 1878 nebst Lesebuch, 6. Auflage 1882.

Il publie également Œdipe roi de Sophocle. Berlin 1857 et rédige de petits écrits ou articles de journaux, par exemple
- Festrede auf Markgraf Georg den Frommen. Berlin 1832.
- Schlichte Betrachtungen über das Christentum. Berlin 1847.
- Zum Frieden in und mit der Kirche. Berlin 1869.